# Cuscuta prismatica
Cuscuta prismatica är en vindeväxtart som beskrevs av Pav. och Jacques Denys Denis Choisy. Cuscuta prismatica ingår i släktet snärjor, och familjen vindeväxter. Inga underarter finns listade i Catalogue of Life.